# Wormaldia laona
Wormaldia laona är en nattsländeart som beskrevs av Donald G. Denning 1989. Wormaldia laona ingår i släktet Wormaldia och familjen stengömmenattsländor. Inga underarter finns listade i Catalogue of Life.